# Chaetobranchus
Genre
Espèces de rang inférieur
Chaetobranchus est un genre de poissons de la famille des Cichlidae.

## Liste des espèces
Selon FishBase (30 janvier 2016) et ITIS (30 janvier 2016) :
- Chaetobranchus flavescens Heckel, 1840
- Chaetobranchus semifasciatus Steindachner, 1875